# Tomás Gomensoro (Artigas)
Tomás Gomensoro es una localidad uruguaya del departamento de Artigas,  sede del municipio homónimo. Es la tercera localidad en número de habitantes del departamento, con 2659 habitantes (aproximadamente el 3,6% de la población total departamental).

## Ubicación
La localidad se encuentra situada, en la zona noroeste del departamento de Artigas, sobre la cuchilla de Santa Rosa, entre los arroyos Itacumbú (al oeste) y Yucutujá (al este), 5 km al norte de la ruta 30, con la cual se conecta a través de una carretera secundaria, que sirve también de comunicación con la ciudad de Bella Unión. 
Tomás Gomensoro, dista 25 km de Bella Unión, 36 km de Baltasar Brum, 110 km de la ciudad de Artigas y 635 km de Montevideo.

## Aspectos Históricos

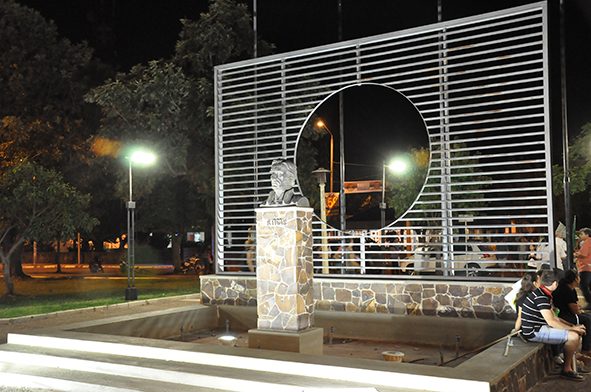
Plaza principal

El origen de esta población se remonta a la época en que la compañía inglesa “Norton Western Railway of Montevideo” extendió sus líneas hasta Bella Unión.
La estación ferroviaria Zanja Honda quedó abierta al tráfico el 13 de octubre de 1886. Esa misma compañía era concesionaria de ferrocarriles de Río Grande del Sur, lo que justifica que quisiera conectar la vía que llegaba al extremo noroeste del territorio Uruguayo con las del sur de Brasil.
Afirman algunos vecinos de la zona que el paraje era llamado Buena Vista y luego Zanja Honda, debido a que la corriente de agua más próxima al entonces incipiente pueblo tenía ese nombre.
Poco a poco se fueron estableciendo casas al costado de la estación de tren. La primera comisaría fue instalada en 1895. La primera escuela en 1890.
El inglés Enrique Webb fue el encargado de fundar una colonia en la zona con inmigrantes italianos procedentes de la colonia “Elisa”. El plano de dicha colonia, que fue llamada “Estrella”, fue levantado por el agrimensor José Princivalle en 1889.
En 1908 recibió su nombre actual en homenaje al Presidente uruguayo Tomás Gomensoro. El 3  de mayo de 1909 pasó a ser denominado “Pueblo”.

## Generalidades

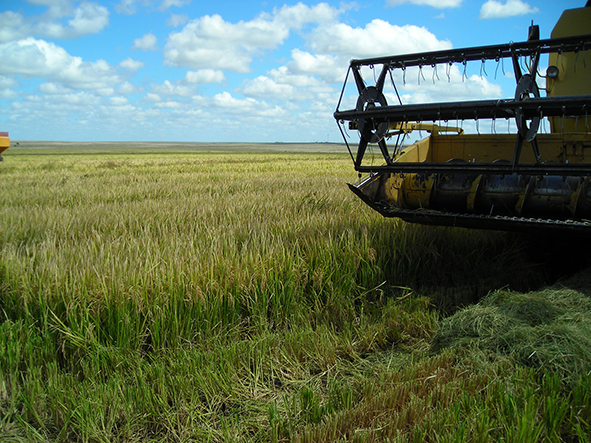
Cosecha de arroz

Urbanizada a ambos lados de la vía del tren, hoy se accede por la ruta 30. Posee todos los servicios públicos: OSE, Antel, UTE, Juzgado de Paz, escuelas, liceo, policlínicas. El Liceo de Tomás Gomensoro lleva el nombre de uno de sus docentes y fundadores, el escritor y médico Eliseo Salvador Porta.
A la entrada del poblado se encuentra la planta industrial SAMAN, que procesa la mayor parte del arroz producido en el departamento, siendo la principal fuente de trabajo de la zona, empleando a 600 personas.

## Población
La localidad cuenta con una población de 2 659 habitantes, según el censo del año 2011.
| 1 188         | 2 144 | 2 100 | 1 827 | 2 427 | 2 818 | 2 659 |
| (Fuente: INE) |       |       |       |       |       |       |

## Gobierno
Desde julio de 2015, el alcalde de Tomás Gomensoro es Luis Eduardo Gutiérrez Silva. El mismo pertenece al Partido Nacional (PN), sector Alianza Nacional (AN).

## Personajes locales destacados
- Eliseo Salvador Porta, médico y escritor.
- Edenes A. Mallo, abogado y magistrado.
- Luis Eduardo Mallo, abogado y político.
- Bibiano Zapirain, futbolista.